# Центральная библиотека Бухарестского университета
Центральная библиотека Бухарестского университета (румынский: Biblioteca Centrală Universitară) — библиотека в центре Бухареста, расположенная через дорогу от Национального художественного музея Румынии.

## История
Когда в 1864 году был создан Бухарестский университет, центральной университетской библиотеки не было; эту роль до 1895 года играла Центральная государственная библиотека Бухареста. Это учреждение было перенесено и размещено в здании университета, а в 1867 году было специально реорганизовано для нужд университета учёным Августом Трибониу Лаурианом. Он руководил специальным университетским комитетом (включая ректора, деканов факультетов, школьного эфора и главного библиотекаря в качестве секретаря). Деканы всегда консультировались с ним перед покупкой книг. Тем не менее необходимость в надлежащей центральной университетской библиотеке становилась всё более очевидной.
Нынешняя Центральная университетская библиотека была основана в 1895 году как Библиотека Карола I Университетского фонда. Здание было построено на земле, купленной королем Румынии Каролем I для «Университета Кароля I» (Fundația Universitară Carol I) и спроектировано французским архитектором Полем Готтеро. Здание было завершено в 1893 году и открыто 14 марта 1895 года.
В 1911 году здание было расширено тем же архитектором, и 9 мая 1914 года было открыто новое крыло. Всё началось с 3400 томов книг и периодических изданий. Коллекция выросла до 7264 томов в 1899 году, 31 080 томов в 1914 году и 91 000 томов в 1944 году. В 1949 году (после реорганизации 12 июля 1948 года в Центральную библиотеку Бухарестского университета) собрание насчитывало 516 916 томов; в 1960 году около миллиона; и более 2 миллионов в 1970 году.
Во время румынской революции 1989 года в здании начался пожар, и было сожжено более 500 000 книг и 3700 рукописей. С апреля 1990 года здание было отремонтировано и модернизировано, а 20 ноября 2001 года вновь открылось.

## Система филиалов библиотеки
Параллельно с развитием центральной библиотеки развивалась более сложная сеть специализированных библиотечных отделений. Например, библиотека юридического факультета была основана в 1873-76 годах (на основе подаренных профессором Александру Лаховари книг); в 1884 г. на грант профессора Григоре Точилеску была основана Библиотека археологической семинарии; а в 1892 г. на пожертвование Иона Богдана открылась библиотека семинарии славянских языков. Эти библиотеки функционировали на факультете литературы. На факультете естественных наук были также основаны специализированные библиотеки, такие как библиотека математической семинарии (после 1890 г.), библиотека лаборатории физиологии животных (1892 г., на основе гранта профессора Александру Вицу); Библиотека лаборатории морфологии растений (1893 г., на пожертвование книги профессора Д. Войнова). До 1869 года медицинский факультет имел только обычную коллекцию, но к 1884 году имел хорошо организованную специализированную библиотеку.
Как правило, эти библиотеки создавались и развивались за счет пожертвований учителей, государственных грантов и, после 1890 года, процента (обычно 10 %) от оплачиваемого студентами обучения.

## Награды
- Romanian Royal Family: 81st Member of the Royal Decoration of the Cross of the Romanian Royal House[3]